# 2018년 동계 올림픽 멕시코 선수단
2018년 동계 올림픽 멕시코 선수단은 대한민국 평창에서 개최된 2018년 동계 올림픽에 참가한 올림픽 멕시코 선수단이다.

## 참가 선수
다음은 종목별 참가 현황이다.
| 종목              | 남자 | 여자 | 합계 |
| 알파인스키        | 1    | 1    | 2    |
| 크로스컨트리 스키 | 1    | 0    | 0    |
| 프리스타일 스키   | 1    | 0    | 0    |
| 합계              | 3    | 1    | 4    |

## 종목별 성적

### 알파인 스키
멕시코에는 남녀 선수 한명씩 총 두 명의 출전권이 부여됐다.
| 선수        | 세부 종목       | 1차 시기 | 1차 시기 | 2차 시기 | 2차 시기 | 합계    | 합계      |
| 선수        | 세부 종목       | 기록     | 순위     | 기록     | 순위     | 기록    | 최종 순위 |
| 로돌포 딕슨 | 남자 대회전     | 1:17.02  | 55       | 1:16.67  | 47       | 2:33.69 | 48        |
| 로돌포 딕슨 | 남자 회전       | DNF      | DNF      | DNF      | DNF      | DNF     | DNF       |
| 사라 슐퍼   | 여자 슈퍼대회전 | 빈칸     | 빈칸     | 빈칸     | 빈칸     | 1:27.93 | 41        |
| 사라 슐퍼   | 여자 대회전     | 1:16.80  | 39       | DNF      | DNF      | DNF     | DNF       |

## 크로스컨트리 스키
남자 선수 한 명이 출전권을 부여받았으며, 1992년 동계 올림픽 이후 26년 만에 출전하게 되었다.
거리경주
| 선수            | 종목           | 결선    | 결선     | 결선 |
| 선수            | 종목           | 시간    | 격차     | 순위 |
| --------------- | -------------- | ------- | -------- | ---- |
| 헤르만 마드라소 | 남자 15km 프리 | 59:35.4 | +25:51.5 | 116  |

## 프리스타일 스키
남자 선수 한 명이 출전권을 부여받았다.
슬로프스타일
| 선수            | 종목              | 예선  | 예선  | 예선     | 예선 | 결선      | 결선      | 결선      | 결선      | 결선      |
| 선수            | 종목              | 1차   | 2차   | 최고기록 | 순위 | 1차       | 2차       | 3차       | 최고기록  | 순위      |
| --------------- | ----------------- | ----- | ----- | -------- | ---- | --------- | --------- | --------- | --------- | --------- |
| 로베르트 프랑코 | 남자 슬로프스타일 | 21.60 | 36.00 | 36.00    | 27   | 진출 실패 | 진출 실패 | 진출 실패 | 진출 실패 | 진출 실패 |